# La Nobla Leyczon
La nobla leyczon (en grafia clàssica occitana, La nòbla leiçon)
és un text anònim escrit en occità antic. És considerat per alguns historiadors com el document fundador del credo valdès, anterior a la seva adhesió a la Reforma, decidida en el Sínode de Chanforan.
La seva sisena línia, ben ha mil & cent an complí entierament 
(bé s'han complert ja mil i cent anys enterament [des de la mort de Crist]), la situa en el segle XII, però els erudits moderns ara la daten entre 1190 i 1240. No obstant això, la mateixa línia varia segons quin dels quatre manuscrits s'estudia: els de Ginebra i Dublín diuen mil e cen (1100), mentre que els de Cambridge, tots dos diuen mil e cccc cent (1400). Altres discrepàncies inclouen diversos anacronismes i el fet que l'occità antic no es parlava a la regió de Lió. El manuscrit va ser trobat a les valls del Piemont.
Les 479 línies del poema es poden dividir en set parts segons els temes tractats:
1-56 Tracta sobre la fi del món;
57-229 recomptes de la història de la Bíblia;
230-265 parlen sobre la nova llei;
266-333 narren la vida i les obres de Jesús;
334-360 lloar als fidels Església Cristiana;
361-413 relacionen les persecucions i les vides corrompudes dels papistes; i,
414-479 expliquen el que és el veritable penediment.

## Línies inicials
AYCÍ COMENCZA LA NOBLA LEYCZON

O frayre, entendé ma nobla leyczon:

Sovent devén velhar e istar en oracion,

Car nos veén aquest mont esser pres del chavon;

Mot curiós deoriàn ésser de bonas obras far,

Car nos veén aquest mont de la fin apropiar.

Ben ha mil & cent ancz complí entierament,

Que fo scripta l'ora, car sen al derier temp.

Poc deoriàn cubitar, car sen al remanent.

Tot jorn veén las ensegnas venir a compliment,

En acreysament de mal e en amermament de ben.

Ayczó son li perilh que l'escriptura di:

L'avangeli ho recoynta, e sant Paul atresí,

Que neún home que viva, non po saber la fin.

Enperczó devén mays temer, car nos non sen certan,

Si la mort nos penré enchoy o deman.

## Edicions
La Nobla Leyzon fou publicada per primer cop l'any 1658, i traduïda a l'anglès, per Samuel Morland, en les peces justificatives de la seva obra: The History of the Evangelical Churches of the Valleys of Piemont. Passada la Pasqüa Valdesa, l'any 1655, Samuel Morland va ser enviat a Torí per Oliver Cromwell com a ambaixador extraordinari de la cort de Savoia. Havia d'intervenir a favor de les esglésies evangèliques piemonteses. La guerra s'acabà aquell any, i Morlant romangué un temps a Gènova. En tornaria amb el tema del seu llibre.
Entre les edicions modernes, podem citar:
- Nelli (René) & Lavaud (René), Les troubadours, vol. II, Desclée de Brouwer, Paris (1966)
- Papini (Carlo), "La nobile lezione" (la nobla leiçon). Poemetto medievale valdese, Claudiana, Torino (2003)